# Butjärnet (Laxarby socken, Dalsland)
Butjärnet är en sjö i Bengtsfors kommun i Dalsland och ingår i Göta älvs huvudavrinningsområde.